# U-377
| U-377                      | U-377                                                          | U-377                                                          |
| -------------------------- | -------------------------------------------------------------- | -------------------------------------------------------------- |
|                            |                                                                |                                                                |
|                            |                                                                |                                                                |
|                            |                                                                |                                                                |
| Під прапором               | Третій рейх                                                    | Третій рейх                                                    |
| Спуск на воду              | 15 серпня 1941 року                                            | 15 серпня 1941 року                                            |
| Виведений зі складу флоту  | 17 січня 1944 року                                             | 17 січня 1944 року                                             |
| Сучасний статус            | затоплений                                                     | затоплений                                                     |
| Проєкт                     |                                                                |                                                                |
| Тип ПЧ                     | Торпедний ДПЧ                                                  | Торпедний ДПЧ                                                  |
| Основні характеристики     |                                                                |                                                                |
| Швидкість (надводна)       | 17,7 вузлів                                                    | 17,7 вузлів                                                    |
| Швидкість (підводна)       | 7,6 вузлів                                                     | 7,6 вузлів                                                     |
| Робоча глибина занурення   | 100 м                                                          | 100 м                                                          |
| Гранична глибина занурення | 220 м                                                          | 220 м                                                          |
| Екіпаж                     | 52 особи                                                       | 52 особи                                                       |
| Розміри                    |                                                                |                                                                |
| Довжина найбільша (по КВЛ) | 67,1 м                                                         | 67,1 м                                                         |
| Ширина корпусу найб.       | 6,2 м                                                          | 6,2 м                                                          |
| Висота                     | 9,6 м                                                          | 9,6 м                                                          |
| Середня осадка (по КВЛ)    | 4,70 м                                                         | 4,70 м                                                         |
| Водотоннажність надводна   | 769 т                                                          | 769 т                                                          |
| Озброєння                  |                                                                |                                                                |
| Артилерія                  | одна палубна гармата калібру 88-мм, одна 20-мм зенітна гармата | одна палубна гармата калібру 88-мм, одна 20-мм зенітна гармата |
| Торпедно- мінне озброєння  | 4 носових і один кормовий ТА. 14 торпед або 26 мін             | 4 носових і один кормовий ТА. 14 торпед або 26 мін             |

U-377 — німецький підводний човен типу VIIC, часів Другої світової війни.

## Історія
Замовлення на будівництво човна було віддане 16 жовтня 1939 року. Човен був закладений на верфі суднобудівної компанії «Howaldtswerke AG» у Кілі 8 квітня 1940 року під заводським номером 8, спущений на воду 15 серпня 1941 року, 2 жовтня 1941 року увійшов до складу 6-ї флотилії. Також за час служби входив до складу 11-ї та 9-ї флотилій.
Човен зробив 11 бойових походів, в яких не потопив та не пошкодив жодного судна.
17 січня 1944 року потоплений у Північній Атлантиці південно-західніше Ірландії (49°39′ пн. ш. 20°10′ зх. д. / 49.650° пн. ш. 20.167° зх. д.) глибинними бомбами британських есмінця «Вандерер» і фрегата «Гленарм». Всі 52 члени екіпажу загинули.

## Командири
- Капітан-лейтенант Отто Келер (2 жовтня 1941 — 2 серпня 1943)
- Оберлейтенант-цур-зее Гергард Клют (3 серпня 1943 — 17 січня 1944)
- Лейтенант-цур-зее Ернст-Август Герке (22 вересня — 10 жовтня 1943)